# Bruno Covas
Bruno Covas Lopes (Santos, 7 de abril de 1980 - São Paulo, 16 de mayo de 2021) fue un abogado, economista y político brasileño. Afiliado al Partido de la Social Democracia Brasileña (PSDB), fue alcalde de la ciudad de São Paulo desde 2018 hasta su fallecimiento en 2021. De 2015 a 2018 fue diputado federal de São Paulo.

## Trayectoria
Nieto del exgobernador del estado de São Paulo, Mário Covas desde pequeño estaba relacionado con la política. Se licenció en Derecho por la Universidad de São Paulo y en Economía por la Pontificia Universidad Católica de São Paulo. 
Se afilió al PSDB en 1998 y año después fue elegido primer secretario de las Juventudes del partido. 
De 2015 a 2017 fue diputado federal de Sao Paulo. Entre otros cargos fue Secretario de Medio Ambiente en el gobierno de Geraldo Alckmin en 2016 fue elegido vicealcalde de la ciudad de Sao Paulo por el PSDB. En 2018 asumió la alcaldía de Sao Paulo cuando Joao Doria se presentó a las elecciones a gobernador. Covas fue reelegido en 2020.

## Lucha contra el cáncer
Se enfrentaba desde finales de 2019 a un cáncer que lo llevó varias veces al hospital durante el mandato, informó la Alcaldía.
En junio de 2020 fue diagnosticado con COVID-19, enfermedad que superó.
El 5 de mayo de 2021 anunció que iba a pedir una licencia en el puesto de alcalde durante 30 días para ingresar en el hospital y ocuparse de su salud.
El 14 de mayo de 2021 se publicó un boletín médico en el que se anunciaba que su estado era irreversible. Políticos lamentaron la situación, como Orlando Silva y Tabata Amaral.